# Roberto Cano (Buenos Aires)
Roberto Cano es una localidad del partido de Rojas, Buenos Aires, Argentina. Anteriormente estación del Ferrocarril del Oeste.

Se encuentra a 18 km de la ciudad de Rojas, primero por la Ruta Nacional 188 y luego por camino de tierra.
Debe su nombre a Roberto Cano . Estanciero . Dueño de 47000 hectáreas que en su tiempo hizo una fiesta para inaugurar un hipódromo dentro de sus campos. La fiesta fue para 5000 personas incluido el gobernador de ese momento, que estaba dentro de los invitados VIP. Roberto Cano fue fundador del Jockey Club y es el que le dio lujoso estilo al teatro OPERA. 

## Población
Cuenta con 23 habitantes (Indec, 2010), lo que representa un descenso del 26% frente a los 31 habitantes (Indec, 2001) del censo anterior. Actualmente en notable crecimiento en lo que respecta a construcción de casas de fin de semana elegido mayormente por la población de Rojas para realizar una escapada al campo y disfrutar del aire libre, cabalgatas, paseos en Cuatriciclos y otros vehículos a motor como así también disfrutar de riachuelo que divide los partidos de Rojas y de Pergamino.
| Gráfica de evolución demográfica de Roberto Cano entre 1991 y 2010 |
|                                                                    |
| Fuente: Censos nacionales del INDEC                                |